# Auguste Désiré Saint-Quentin
Auguste Désiré Saint-Quentin, nacido el año 1833 en Valenciennes y fallecido el 1906 , fue un pintor francés.

## Datos biográficos

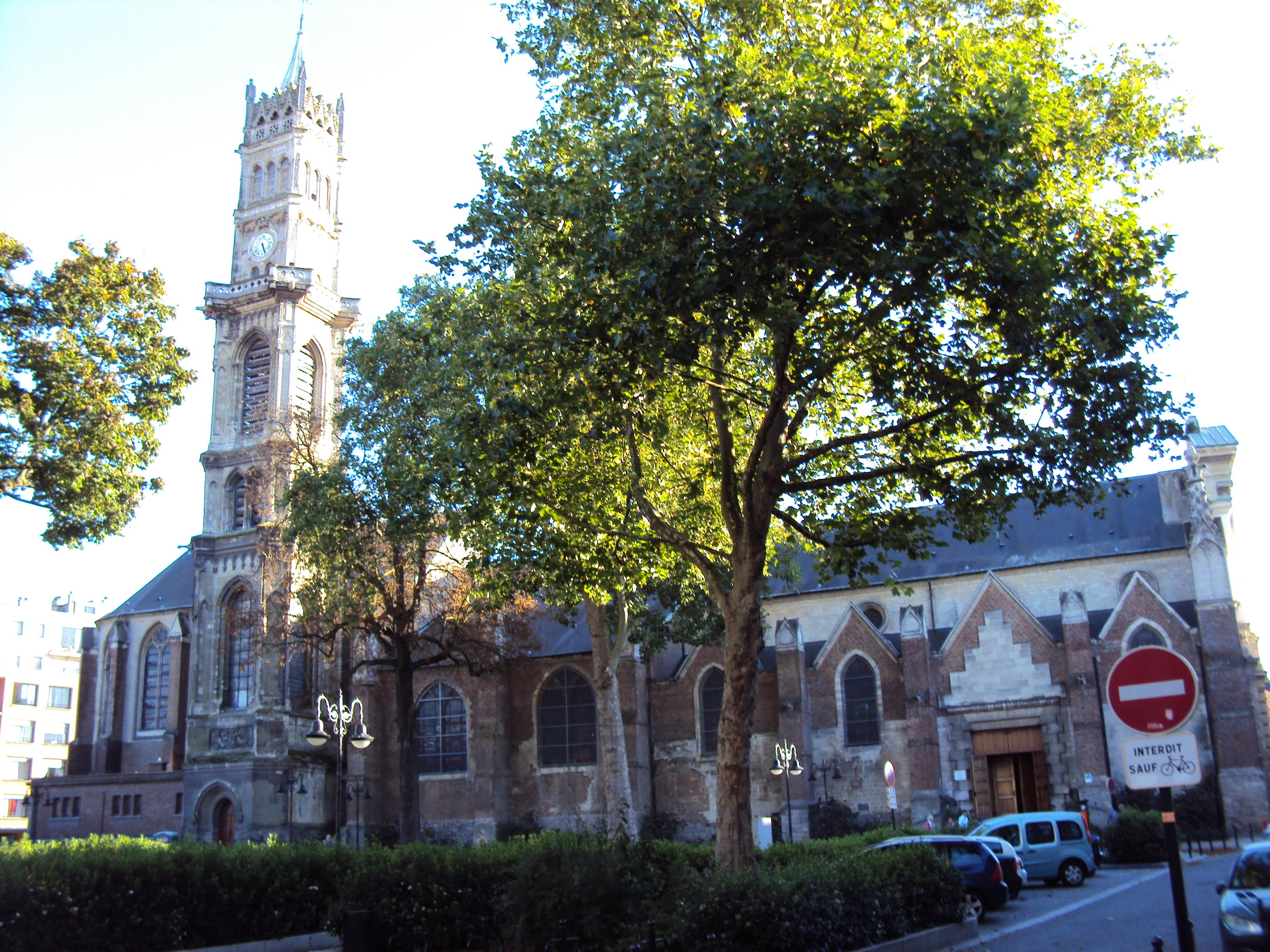
Vista de la iglesia de Saint-Géry en Valenciennes. El techo del coro fue pintado por Auguste Désiré Saint-Quentin

Fue alumno de Abel de Pujol. El Museo de Bellas Artes de Tourcoing conserva una de sus acuarelas. Fue el encargado de pintar el techo del coro en la iglesia de Saint-Géry en Valenciennes. También es el autor de dos lienzos que decoran la iglesia de Saint-Martin de Sebourg en el Distrito de Valenciennes; así mismo trabajó en la capilla de San Drogón de esta misma iglesia.

## Obras

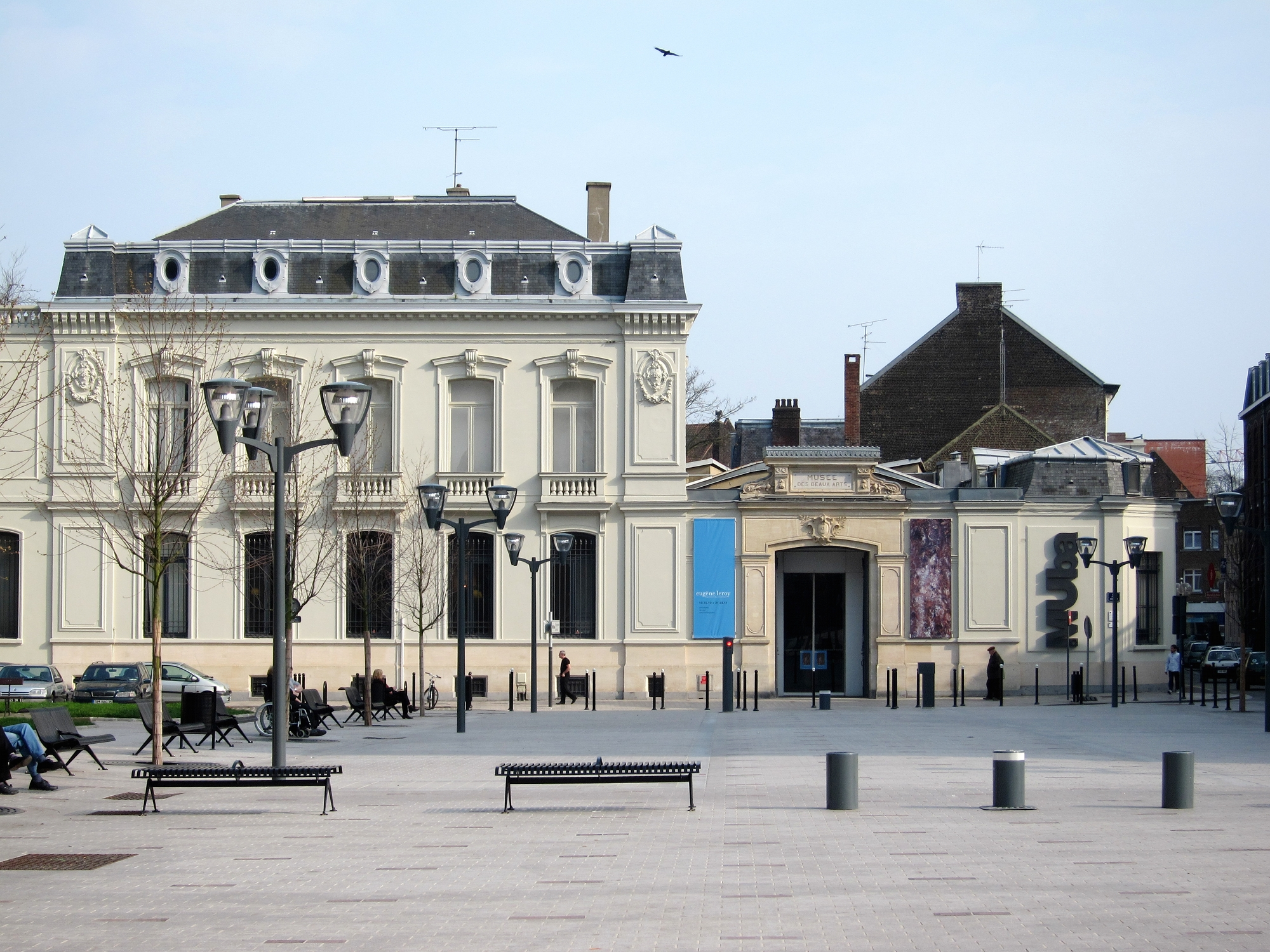
Museo de Bellas Artes de Tourcoing, que conserva una acuarela del pintor

Entre las mejores y más conocidas obras de Auguste Désiré Saint-Quentin se incluyen las siguientes:
- Techos del coro de la iglesia de Saint-Géry en Valenciennes
- 2 Lienzos de la iglesia de Saint-Martin de Sebourg
- Decoración de la Capilla de San Dogón en la iglesia de Saint-Martin de Sebourg